# فرودگاه لومزدن (کلن)
فرودگاه لومزدن (کلن) (به انگلیسی: Lumsden (Colhoun) Airport) یک فرودگاه خصوصی است که یک باند فرود چمن دارد و طول باند آن ۱۱۲۸ متر است. این فرودگاه در کشور کانادا قرار دارد و در ارتفاع ۵۷۹ متری از سطح دریا واقع شده است.